# ساهر السريحي
ساهر سعد السريحي مواليد 29 أبريل 1998 في جدة، السعودية، هو لاعب كرة قدم سعودي .

## مسيرة اللاعب
بدأ مع نادي الإتحاد في الفئات السنية و أعير إلى نادي النجوم ونادي الثقبة ونادي جدة ونادي الكوكب.

## روابط خارجية
- ساهر السريحي على موقع Soccerway.com (الإنجليزية)
- ساهر السريحي على موقع كووورة